# Kloster Spieskappel

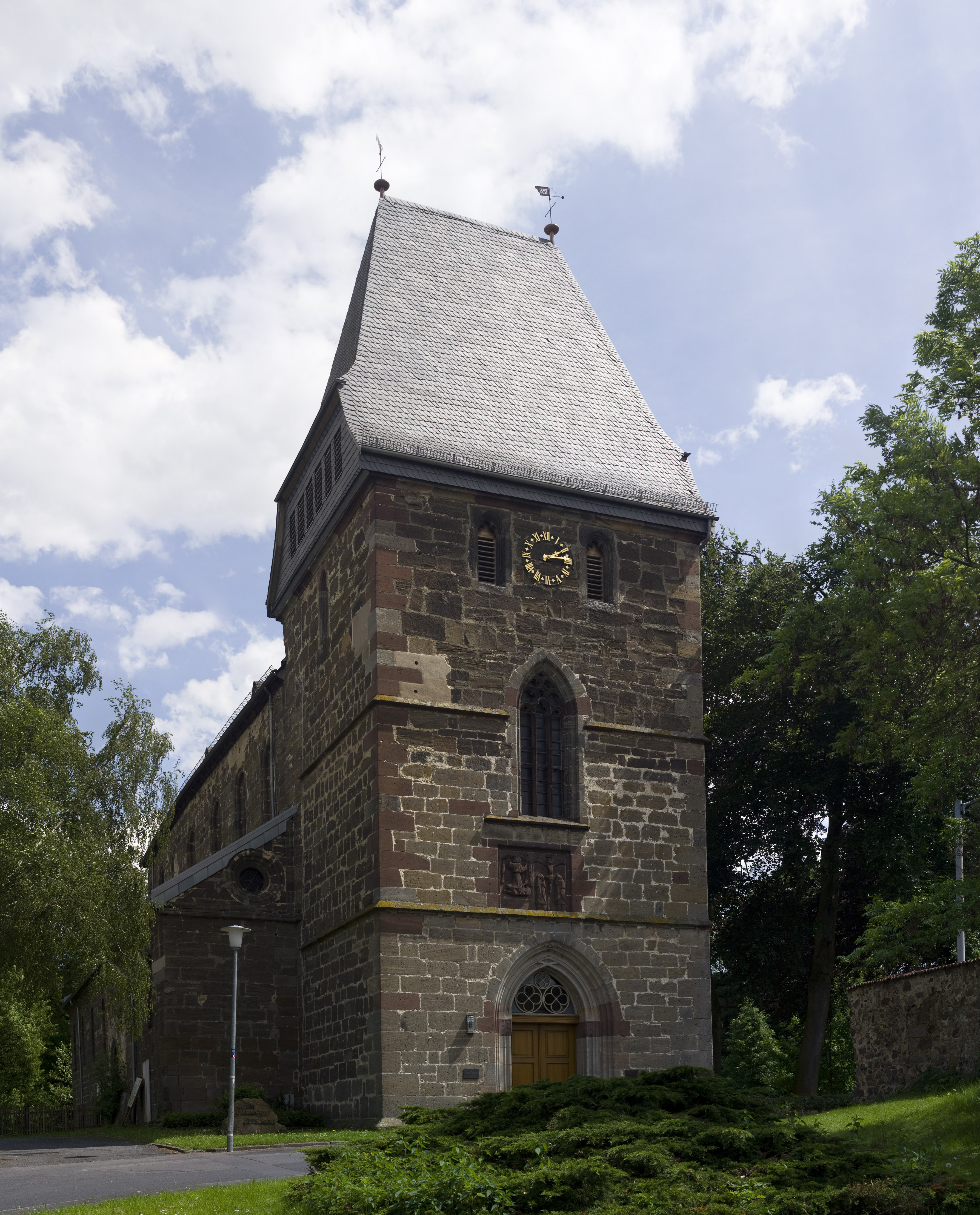
Pfarrkirche Spieskappel

Das Kloster Spieskappel im Ortsteil Spieskappel der Gemeinde Frielendorf im hessischen Schwalm-Eder-Kreis war eine romanische Klosteranlage, die aus einem Chorherrenstift und einem Prämonstratenserinnenkloster  bestand. Die Basilika von Oberkappel wird heute als Pfarrkirche St. Johannes der evangelischen Gemeinde Frielendorf-Spieskappel genutzt, während von den übrigen Anlagen wenig erhalten ist. Die spätstaufischen Bauabschnitte der Kirche weisen Beziehungen und Ähnlichkeiten zum Baustil und den Baumeistern des Fritzlarer Doms auf.

## Geschichte

### Chorherrenstift
1143 gründeten Prämonstratenser das Chorherrenstift Kappel, das Zollfreiheit, Münzrecht und ein eigenes Sendgericht besaß. Die Chorherren stellten in einer der beiden Klostermühlen „Kasselerbraun“ als Farbpigment her. In der Grube Marie im Ringsberg wurde Ocker geschürft, das anschließend aufbereitet und veredelt wurde. Das Stift wurde 1301 beim Brand von Kappel in Mitleidenschaft gezogen und im Sternerkrieg 1372 geplündert. 1527 wurde das Chorherrenstift infolge der Reformation aufgehoben. Von der Klosteranlage gibt es heute kaum noch bauliche Nachweise, abgesehen von der Klosterkirche.
Um 1145 bis 1255 wurde die flach gedeckte romanische Basilika erbaut. Von dieser blieben das Langhaus und das linke Seitenschiff erhalten, während um 1500 das rechte Seitenschiff und die Ostseite abgerissen wurden. Die Klostergebäude wurden im 17. Jahrhundert abgerissen. Von ihnen sind nur geringe Reste erhalten geblieben.
In der Nacht vom 28. zum 29. September 1529 übernachtete Martin Luther während seiner Reise zum Marburger Religionsgespräch mit Ulrich Zwingli in den Klostergebäuden von Spieskappel.

### Prämonstratenserinnenstift
Vom 1145 gegründeten Prämonstratenserinnenstift ist praktisch nichts erhalten.

## Die Kirche
Von 1500 bis 1504 wurde der romanische Westturm der Basilika des Männerklosters, der heutigen Dorfkirche St. Johannes („Klosterkirche“), durch einen spätgotischen quadratischen Turm ersetzt. Die Turmhalle mit Sterngewölbe stammt aus dem Jahr 1505. Im Turm befindet sich eine Vorhalle mit einem reich gegliederten Stufenportal. Im Tympanon befinden sich die Brustbilder von Maria, Johannes und Jesus Christus. Im Inneren weisen die Arkaden zum nördlichen Seitenschiff Stützenwechsel auf. Die Säulenkapitelle tragen menschliche Figuren zwischen Blätterranken oder Männer- bzw. Frauenköpfen mit verschlungenen Haaren. Im Osten ist die Kirche flach geschlossen. Die Wand ist von spätgotischen Fenstern durchbrochen. Von 1769 bis 1771 wurde die reich verzierte Rokoko-Orgel von dem Bad Hersfelder Orgelbauer Johannes Schlottmann gebaut. Von der Orgelbühne aus ist die romanische St. Michaels-Kapelle oberhalb der Turmhalle zugänglich. In der Mitte der ehemaligen romanischen Westgiebelwand steht ein spätromanischer Altar mit Baldachin mit zwei seitlichen Altarnischen. Der Raum ist spätgotisch gestaltet. Im Klostergarten steht ein 1509 spätgotisch entstandenes Springbrunnenbecken mit flachem Relief.

## Neuzeit
Auf dem Gelände des ehemaligen Chorherrenstiftes in Unterkappel befindet sich heute ein Chemiewerk der Firma Hexion Speciality Chemicals Inc., die 2005 aus der Fusion der Bakelite AG und Borden Chemical Inc. entstand.
Die Klosterkirche von Oberkappel ist heute evangelische Pfarrkirche. Eckhard Käßmann, damals mit Margot Käßmann, spätere Landesbischöfin der Evangelisch-Lutherischen Landeskirche Hannovers verheiratet, war von 1985 bis 1990 Pfarrer in der zugehörigen Gemeinde Frielendorf-Spieskappel.
Die Evangelische Kirche von Kurhessen-Waldeck, das Landesamt für Denkmalpflege Hessen und die Deutsche Bundesstiftung Umwelt führten 2002 ein Forschungsprojekt zur Entwicklung von Konzepten zur Erhaltung von umweltgeschädigten Tuffsteinen an der ehemaligen Klosterkirche durch. 2004 wurden die Forschungsergebnisse veröffentlicht.

## Denkmalschutz
Die Gesamtanlage Klosterbereich steht als Gesamtanlage gemäß § 18 HDSchG unter Denkmalschutz. Die Kirche sowie der Rest des ehemaligen Klostergebäudes stehen zusätzlich als Einzeldenkmäler unter Schutz.